# 樹林收費站

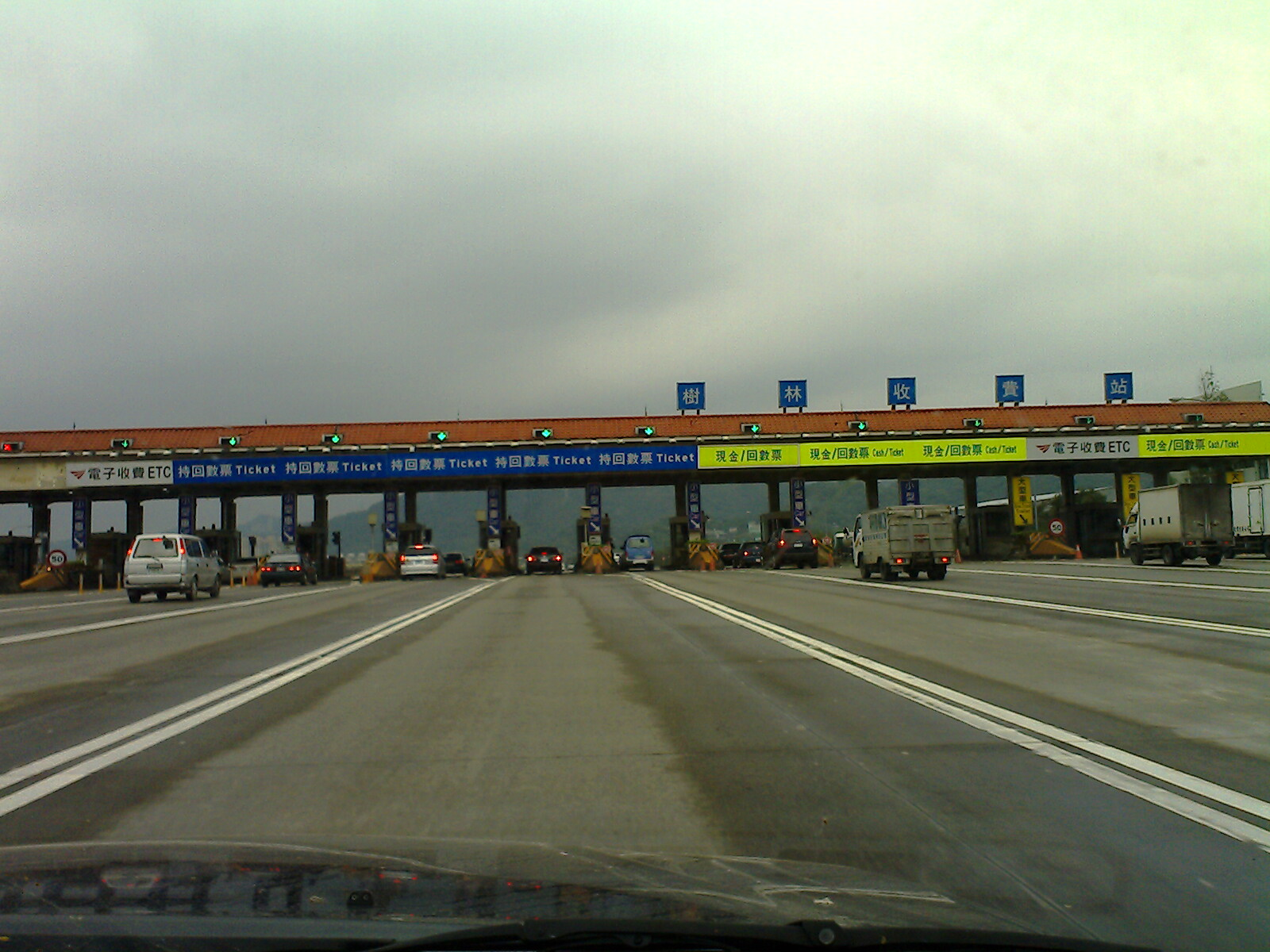
樹林收費站，攝於2008年

樹林收費站為臺灣國道三號已拆除的一座收費站，原址位於新北市樹林區，於1993年9月15日啟用。
1996年4月至1998年9月曾試辦投幣式繳費機，但未正式啟用
2013年12月30日，因全面實施電子收費（ETC），樹林收費站於2013年12月30日停用並全部拆除。
原址現已改建為樹林交流道，北上及南下入口分別於2015年11月8日及2017年1月5日通車。